# Atella microps
Atella microps är en fjärilsart som beskrevs av Rothschild och Jordan 1903. Atella microps ingår i släktet Atella och familjen praktfjärilar. Inga underarter finns listade i Catalogue of Life.